# Alicia Stolle
Alicia Stolle (født 17. juni 1996 i Ahlen) er en tysk håndboldspiller, som spiller for Thüringer HC og Tysklands håndboldlandshold.